# 26e gala des prix Félix
Les lauréats des prix Félix en 2004, artistes québécois œuvrant dans l'industrie de la chanson, ont reçu leur récompense à l'occasion du 26e Gala de l'ADISQ, animé par Guy A. Lepage, le 31 octobre 2004.

## Interprète masculin de l'année
- Corneille

Autres propositions : Daniel Boucher, Nicola Ciccone, Richard Desjardins, Dumas, Yann Perreau, Stefie Shock.

## Interprète féminine de l'année
- Marie-Élaine Thibert

Autres propositions : Céline Dion, Luce Dufault, Jorane, Ariane Moffatt, Marie-Chantal Toupin, Andrée Watters.

## Révélation de l'année
- Ben Charest

Autres propositions : Diouf, Jamil, Marie-Élaine Thibert, Andrée Watters.

## Groupe de l'année
- les Cowboys Fringants

Autres propositions : Diouf, les Denis Drolet, les Respectables, Polémil Bazar.

## Auteur-compositeur de l'année
- Richard Desjardins

Autres propositions : Ben Charest, Lhasa de Sela, Kate et Anne McGarrigle.

## Artiste s'étant le plus illustré hors Québec
- Corneille

Autres propositions : Lhasa de Sela, Garou, Lynda Lemay, Natasha St-Pier, Stefie Shock.

## Artiste s'étant illustré dans une langue autre que le français
- Coral Egan

Autres propositions : Sam Roberts, Susie Arioli Band, Taima, Florent Vollant.

## Artiste de la francophonie s'étant le plus illustré au Québec
- Carla Bruni

Autres propositions : Bïa, Jane Birkin, Yves Duteil, Lorie, Tragédie.

## Chanson populaire de l'année
- J't'aime tout court de Nicola Ciccone

Autres propositions : Seul chanté par plusieurs artistes, Le vent soufflait mes pellicules de Daniel Boucher, Parce qu'on vient de loin de Corneille, Tu me fais du bien de Luce Dufault, L'aveu de Garou, Mon chum Rémi des Cowboys Fringants, Point de mire de Ariane Moffatt, Le petit roi de Kevin Parent, Si exceptionnel d'Andrée Watters.

## Album le plus vendu
- Marie-Élaine Thibert de Marie-Élaine Thibert

Autres propositions : Star Académie 2004 (Artistes Variés), Don Juan (Artistes variés), 1 fille & 4 types de Céline Dion, Wilfred Le Bouthillier de Wilfred Le Bouthillier.

## Album pop de l'année
- Kanasuta de Richard Desjardins

Autres propositions : Le petit roi (Artistes variés), J't'aime tout court de Nicola Ciccone, Wilfred Le Bouthillier de Wilfred Le Bouthillier, Marie-Élaine Thibert de Marie-Élaine Thibert.

## Album rock de l'année
- AW de Andrée Watters

Autres propositions : La patente de Daniel Boucher, Le Cours des jours de Dumas, Pop culture de Kaïn, Exit de Jean Leloup.

## Album pop-rock de l'année
- Le décor de Stefie Shock

Autres propositions : Phenomia (Artistes variés), Reviens de Garou, Caroline Néron de Caroline Néron, Chacun dans son espace de Vincent Vallières.

## Album folk contemporain de l'année
- Évapore de Jorane

Autres propositions : Ginette de Ginette, La vache qui pleure de Kate et Anna McGarrigle, Amélie Veille de Amélie Veille, Entomologie d'Urbain Desbois.

## Album traditionnel de l'année
- J'ai jamais tant ri de la Bottine Souriante

## Album alternatif de l'année
- Chants de mines de Polémil Bazar

## Album hip-hop de l'année
- Invivo de Loco Locass, (Loco Locass a fait cadeau du prix Félix au groupe Sans Pression en prétextant que leur album Répliques aux offusqués était meilleur que le leur.)[1]

## Album humour de l'année
- Poursuite... Le Disque des Grandes Gueules

Autres propositions : Pitié pour les femmes de Jamil, N'achetez pas ce disque de Ringo Rinfret

## Album instrumental de l'année
- Nota del Sol de Similia

## Album musique électronique de l'année
- Déflaboxe de Daniel Bélanger

## Album jazz de l'année
- Infinite Time de François Bourassa Quintet

## Album jeunesse de l'année
- Tid lihop! de Shilvi

Autres propositions : Chez moi de Benoît, Annie Brocoli dans les fonds marins d'Annie Brocoli, J'allume une étoile, chanson d'enfance de Clodine Desrochers, Les légendes des Petites Tounes.

## Spectacle de l'année - auteur-compositeur-interprète
- Kanasuta de Richard Desjardins

Autres propositions : Leloup Big Band de Jean Leloup, Les Cowboys Fringants: Centre Bell 30 décembre 2003 de les Cowboys Fringants,Le décor de Stefie Shock, Andrée Watters de Andrée Watters.

## Spectacle de l'année - interprète
- Don Juan (Artistes variés)

Autres propositions : Phénomia9 (Artistes variés), Tournée Reviens 2004 de Garou, J'ai jamais tant ri de la Bottine Souriante, Maudit bordel de Marie-Chantal Toupin.

## Spectacle de l'année - humour
- Au pays des Denis de les Denis Drolet

Autres propositions : Tournée Juste pour rire 2003 (Artistes variés), 20 ans déjà, je me souviens de Michel Barrette, Dans une salle près de chez vous de Dominic et Martin, Pitié pour les femmes de Jamil.

## Vidéoclip de l'année
- Parce qu'on vient de loin de Corneille

Autres propositions : Le vent soufflait mes pellicules de Daniel Boucher, Poussière d'ange de Ariane Moffatt, Ma dope à moi de Yann Perreau, L'amour dans le désert de Stefie Shock.

## Hommage
- Michel Rivard